# Furlow (Arkansas)
Furlow es un área no incorporada ubicada en el condado de Lonoke en el estado estadounidense de Arkansas.

## Geografía
Furlow se encuentra ubicada en las coordenadas 34°49′59″N 91°58′50″O / 34.83306, -91.98056.